# CalorieMate
CalorieMate（カロリーメイト）是日本大塚製藥自1983年起販售的能量補充食品品牌。CalorieMate產品包裝上只標注為"Balanced Food"。
CalorieMate擁有數種形式，分別為Block、Jelly與Can。CalorieMate Block（カロリーメイト　ブロック）是一種以二或四條包裝銷售的條狀曲奇；CalorieMate Jelly（カロリーメイト　ゼリー）是一種包裝在擁有吸管袋裝裏的明膠；CalorieMate Can（カロリーメイト　缶）是一種罐裝飲品。

## 口味

### CalorieMate Block
- 乳酪
- 巧克力
- 水果
- 蔬菜
- 楓糖

### CalorieMate Jelly
- 蘋果

### CalorieMate Can
- 玉米湯
- 咖啡牛奶
- 咖啡
- 可可豆

## 在流行文化中出現
- 在電子遊戲潛龍諜影3:食蛇者中有一個名為CalorieMate的道具，使用後會完全回復主角Snake(蛇)的精力。
- CalorieMate通過與飾演Fox電視台受歡迎電視劇《24》主角杰克鮑爾的基夫修打蘭合作拍攝多個廣告來宣傳他們的產品。
- 電子遊戲夢幻之星系列首作日文版中有一個明顯參考CalorieMate名為PelorieMate（ペロリメイト）的道具，英文版中該道具被命名為Cola。
- 動漫畫驚爆危機的惡搞版いきなり!フルメタル・パニック!中的男主角相良仲介表明他吃一種名為CalorieMark的能量補充食品，明顯是模仿CalorieMate；他亦在驚爆危機校園篇其中一集中吃看起來像CalorieMate Block的棒狀物，儘管該項物品在動畫中沒有名字。在多本原著小說中他被描寫成在吃CalorieMates，當中亦有一些明確表示的插圖。